# جان اسپارکمن
جان اسپارکمن (به انگلیسی: John Jackson Sparkman) سناتور سابق عضو حزب دموکرات ایالات متحده آمریکا بود. وی در سال ۱۹۴۶ تا ۱۹۷۹ میلادی سناتور ایالت آلاباما در سنای ایالات متحده آمریکا بود.